# Współlokatorzy
Współlokatorzy (ang. Roommates) – amerykańska tragikomedia z 1995 roku.

## Główne role
- Peter Falk - Rocky Holzcek
- D.B. Sweeney - Michael Holzcek
- Julianne Moore - Beth Holzcek
- Ellen Burstyn - Judith
- Jan Rubes - Bolek Krupa
- Joyce Reehling - Barbara

i inni

## Opis fabuły
1963 rok. Rocky Holeczek to podstarzały emigrant z Polski przebywający w USA. Opiekuje się osieroconym wnukiem Michaelem. Uczy go odwagi i szacunku dla innych. Mimo że relacje między nimi nie należą do najlepszych, Michael wyrasta na porządnego człowieka. Podejmuje pracę w szpitalu. Kiedy dowiaduje się, że dziadek ma kłopoty, wyrusza mu na pomoc.

## Nagrody i nominacje
Oscary za rok 1995
- Najlepsza charakteryzacja - Greg Cannom, Robert Laden, Colleen Callaghan (nominacja)